# August Schmidhuber
August Schmidhuber (Augusta, 8 maggio 1901 – Belgrado, 19 febbraio 1947) è stato un generale tedesco delle Waffen-SS che durante la Seconda guerra mondiale comandò le seguenti divisioni la 21. Waffen-Gebirgs-Division der SS "Skanderbeg" e la 7. SS-Freiwilligen-Gebirgs-Division "Prinz Eugen".
Durante la sua permanenza in Jugoslavia nell'ambito della guerra anti-partigiana in Kosovo ordinò l'assassinio di diversi prigionieri e la distruzione di diversi villaggi, E per questo nel dopoguerra fu condannato a morte da una corte Jugoslava e giustiziato il 27 febbraio 1947 a Belgrado.